# Мачайас-Сил
Мачайас-Сил (англ. Machias Seal Island) — маленький остров в заливе Мэн.
Остров расположен на границе с заливом Фанди, примерно посередине между мысом Саутуэст-Хэд острова Гран-Манан и городком Катлер.
Остров имеет площадь всего 0,08 км², но вместе с соседним островком Норт-Рок являются предметом территориального спора между Канадой и США.
Постоянного населения на острове нет. На острове действует маяк, где посменно проживают два работника Канадской береговой охраны. Также остров часто посещают исследователи Канадской службы дикой природы.

## Примечание
1. ↑  Чернено О. Г., Иодис А. И., Шкурков В. В. Выпуск 1. Америка // Острова на политической карте мира (Справочник по государственной приадлежности) / Ред. Шкурков В. В.. — М.: ПКО "Картография", 1992. — С. 21.